# Saison 1 de Maison close
Chronologie
Saison 2
Cette page présente la liste des épisodes de la première saison de la série télévisée Maison close.

## Distribution

### Acteurs principaux
- Anne Charrier : Véra
- Valérie Karsenti : Hortense Gaillac
- Jemima West : Rosalie Tranier, dite Rose
- Catherine Hosmalin : Marguerite Fourchon
- Clémence Bretécher : Valentine
- Deborah Grall : Bertha
- Blandine Bellavoir : Angèle

### Acteurs récurrents
- Dany Veríssimo-Petit : Camélia
- Sébastien Libessart : commissaire divisionnaire Torcy
- Nicolas Briançon : Pierre Gaillac
- Dan Herzberg : Gaston Lupin
- Serge Dupuy : Brise Caboche
- Garlan Le Martelot : Edmond Blondin
- Juana Pereira da Silva : Louison, dite Louise
- Olivier Claverie : le sénateur Gaudissart
- Quentin Baillot : le baron du Plessis
- Pierre Casadei : le général
- Antoine Chappey : Charles Blondin
- Lannick Gautry : Edgar

## Épisodes
| № | # | Titre     | Réalisation                                  | Scénario                                                                                  | Première diffusion |
| --- | - | --------- | -------------------------------------------- | ----------------------------------------------------------------------------------------- | ------------------ |
| 1 | 1 | Épisode 1 | Mabrouk El Mechri                            | Anne Viau et Clara Bourreau, Jean-Baptiste Delafon avec la participation de Eric Benzekri | 4 octobre 2010     |
| Paris, 1871. Véra, la vedette de la maison close de luxe « Le Paradis », s'apprête à fêter son départ. Elle va devenir la maîtresse officielle d'un riche baron, son seul client en mesure de rembourser sa dette. Sa maquerelle Hortense Gaillac, la « maquasse », est éprise de Véra depuis des années et rechigne à la laisser partir. Après quelques heures de liberté pour Véra, le baron est tué et Véra, non libérée de sa dette, est contrainte de retourner au bordel. Elle soupçonne Hortense d'avoir fait tuer le baron par jalousie et se montre glaciale à son égard. Par ailleurs, Rose Tranier, une jeune paysanne mayennaise, cherche à entrer au Paradis afin d'avoir des informations sur sa mère, Marie-Jeanne, qui y travaillait jadis. La jeune fille s'est mise d'accord avec son fiancé pour qu'il l'accompagne à Paris mais la laisse rencontrer sa mère seule, car elle ne veut pas qu'il découvre quel est son métier. Elle parvient à entrer dans le bordel grâce à Edgar, un jeune artiste en manque d'argent. Au cours du dîner orgiaque donné à l'occasion du départ de Véra, Edgar abandonne Rose qui se retrouve piégée par la sous-maquasse Marguerite qui lui réclame une somme importante (le coût de son repas et de celui d'Edgar). Marguerite lui propose d'attendre le lendemain pour trouver un arrangement avec Edgar. En attendant, Rose se trouve prisonnière du Paradis, la police étant complice de l'escroquerie. |   |           |                                              |                                                                                           |                    |
| 2 | 2 | Épisode 2 | Mabrouk El Mechri                            | Anne Viau et Clara Bourreau, Jean-Baptiste Delafon avec la participation d'Eric Benzekri  | 4 octobre 2010     |
| Une des filles du Paradis se fait défigurer au vitriol ; tout le monde sait qu'il s'agit d'un des hommes de Lupin, mais Hortense et Marguerite veulent taire l'affaire. Elles convainquent donc Louise de se faire engager comme femme de chambre pour deux ans ; c'est du moins ce qu'elle croit. Plus tard, un homme de Lupin venu au Paradis se fait molester par deux militaires pour avoir chanté un chant de la Commune. Véra revient au Paradis pour rembourser la dette due au non-paiement du baron. Quand la police interroge Hortense et Véra, elles appuient les soupçons d'un complot politique, bien que Véra sache que la responsable est Hortense. Croulant sous les dettes et affrontant le refus des filles de travailler, Hortense décide de mettre aux enchères le pucelage de Rose, qui ne pense qu'à fuir alors que son fiancé l'a rejetée. Au moment où elle doit céder, elle essaie de s'enfuir mais se fait rattraper par un invité surprise : il s'agit de Pierre, le frère d'Hortense. |   |           |                                              |                                                                                           |                    |
| 3 | 3 | Épisode 3 | Mabrouk El Mechri                            | Jean-Baptiste Delafon, avec la collaboration d'Eric Benzekri                              | 11 octobre 2010    |
| Pierre a passé la nuit à parler à Rose, sans la toucher. Finalement, la nuit se termine bien pour toutes, sauf Valentine qui semble avoir un début d'infection. Quand Véra voit qu'Angèle possède un morceau d'un collier que possédait le baron, elle envoie une lettre au commissaire. Entre-temps, Angèle demande à Louise de le faire vendre, étant à court d'argent. Hortense étant aussi criblé de dettes, elle annonce à Marguerite accepter son offre de partenariat, avant de lui révéler que le propriétaire du bordel est Pierre, son frère, revenu du Cap pour installer sa famille à Paris. Un médecin vient au Paradis accompagné du docteur Lombroso, ce dernier affirmant pouvoir mesurer les caractéristiques physiques qui orienteront une femme vers les métiers de la chair. Si les filles acceptent de se laisser faire au début, il est en secret ridiculisé par les filles, Véra en tête. Blondin revient au Paradis sur demande d'Hortense, qui lui offre à nouveau Rose. Ce dernier se montre également intéressée par Hortense, mais accepte de déflorer la vierge. Choquée, Rose trouve une échappatoire : l'opium. |   |           |                                              |                                                                                           |                    |
| 4 | 4 | Épisode 4 | Mabrouk El Mechri                            | Jean-Baptiste Delafon, avec la collaboration d'Eric Benzekri                              | 11 octobre 2010    |
| Un photographe vient prendre des clichés des filles, et Rose reconnaît sa mère sur l'une des photos d'un album. Elle est totalement droguée, mais Hortense laisse faire, maintenant qu'elle travaille. La police fait une descente au Paradis pour Louise dans l'affaire du collier ; Angèle se dénonce et part avec elle. Quand Hortense vient témoigner, elle dénonce Brise-caboche, mais pas Angèle. Véra essaie donc d'orienter le commissaire chargé de l'enquête vers Hortense, mais faute de preuves, c'est Angèle qui sera condamnée. Véra refuse d'abandonner en dépit des menaces de Brise-caboche et des conseils de Marguerite. Hortense se rapproche de la future femme de Pierre, qui laisse faire malgré la duplicité de sa sœur. Plus tard, le conflit politique entre deux clients vient se régler au Paradis par la manière forte. Rose en apprend un peu plus sur sa mère par un vieux client, mais seule Hortense pourrait vraiment l'aider. Véra profite de la soirée pour négocier sa sortie une nuit pour essayer d'arranger le sort d'Angèle ; le commissaire propose un arrangement. Le lendemain, Véra reçoit une autre offre, de Pierre : il lui donne trois mois pour rendre Hortense folle d'amour, moyennant sa liberté. Elle accepte. |   |           |                                              |                                                                                           |                    |
| 5 | 5 | Épisode 5 | Jacques Ouaniche, Carlos de Fonseca Parsotam | Jean-Baptiste Delafon, avec la collaboration d'Eric Benzekri                              | 18 octobre 2010    |
| Hortense refuse de laisser Pierre prendre le contrôle du Paradis, en interdisant les filles de descendre un soir où un préfet et quelques amis se présentent. Véra la convainc de les faire venir. Quand Pierre consent à offrir le Paradis à Hortense, elle est aux anges et n'envisage qu'une chose : le revendre. Lupin est d'ailleurs plus qu'intéressé. Mais Pierre l'apprend grâce aux confidences de Véra. Cette dernière reçoit une visite de sa sœur Renée, victime du chantage de son amant. La prostituée accepte de l'aider en lui donnant quelques bijoux à revendre et en échange, elle peut rencontrer sa fille, élevée par Renée et qu'elle n'a jamais vue. Rose coupe les ponts définitivement avec son fiancé. Elle tente de faire avouer Hortense qui, après avoir refusé de parler de la mère de la jeune femme, finit par lui révéler la façon dont elle est morte ; elle cache cependant une partie de l'histoire. Rose continue à travailler, tentant sans succès sa chance avec Pierre, mais se mord pendant qu'elle couche pour ne pas hurler. |   |           |                                              |                                                                                           |                    |
| 6 | 6 | Épisode 6 | Jacques Ouaniche, Carlos de Fonseca Parsotam | Jean-Baptiste Delafon, avec la collaboration d'Eric Benzekri                              | 18 octobre 2010    |
| Véra et Rose deviennent amies et se confient l'une à l'autre. C'est donc vers Véra que Rose se tourne quand elle décide de séduire Pierre Gaillac pour la faire sortir du Paradis. Véra, de son côté, continue à jouer l'amante pour Hortense et parvient à lui faire avouer qu'elle est impliquée dans la mort du baron du Plessis. Hortense est menacée par Brise-Caboche, qui la fait chanter avec le meurtre du baron. Hortense étant seule avec le départ de Marguerite, Pierre accepte de payer la somme demandée pour le soir même, mais le commissaire de police qui avait arrêté Angèle sera présent pour une affaire particulière. Angèle est donc défendue de descendre. Hortense, aidée de Valentine, joue la maîtresse de maison alors que les multiples intrigues s'emballent : le commissaire observe son suspect mais n'hésite pas à frapper Angèle quand elle le provoque, puis Pierre, qui prend les choses en main, choisit de tuer Brise-Caboche, avant de finalement rejoindre Rose dans la cuisine et de coucher avec elle. Quand la soirée se termine, Véra apprend que Pierre n'a jamais eu l'intention de céder le Paradis ; déçue, elle révèle toute l'histoire à Hortense. |   |           |                                              |                                                                                           |                    |
| 7 | 7 | Épisode 7 | Mabrouk El Mechri                            | Jean-Baptiste Delafon, avec la collaboration d'Eric Benzekri                              | 25 octobre 2010    |
| Angèle est tombée enceinte. Hortense refuse de l'entretenir, mais les autres filles acceptent de prendre en charge sa dette, qui se révèle exorbitante. Hortense et Valentine commencent donc à engager de nouvelles filles, dont une qui a une enfant de 10 ans. Rose et Pierre ont une liaison, connue de toutes les filles, mais elle n'avance pas au goût de Rose qui ne voit toujours pas d'issue, ni de Véra qui craint que la jeune fille ne tombe amoureuse. La femme de Pierre est aussi au courant, et décide de se venger en venant au Paradis pour coucher avec Véra, qu'elle croit être la maîtresse de Pierre. Alors qu'elles couchent ensemble, l'épouse devient folle et commence à se battre avec Véra. Pendant la lutte, elle tombe en arrière et se brise la nuque. Marguerite revient et essaie de récupérer sa place, mais Hortense a trop fort à faire avec Pierre qui vient de perdre sa femme. Rose voit l'agitation et finit par comprendre que ce qu'il se trame est déjà arrivé avec sa mère. Pierre fait appel à son associé sénateur pour étouffer l'affaire, lui offrant en échange la petite fille de la nouvelle prostituée recrutée ; Hortense est bouleversée en entendant cette histoire. |   |           |                                              |                                                                                           |                    |
| 8 | 8 | Épisode 8 | Mabrouk El Mechri                            | Anne Viau et Clara Bourreau, Jean-Baptiste Delafon avec la participation de Eric Benzekri | 25 octobre 2010    |
| Hortense et Pierre se disputent violemment sur le marché passé avec Gaudissart. Furieuse et conseillée par Véra, les deux amantes partent arranger leur fuite en vendant le Paradis à Lupin à bas prix mais il doit tuer Pierre ; Lupin accepte le meurtre à la condition que les deux femmes restent à la gestion du lupanar. Le marché est conclu. Rose découvre, avec l'aide d'Edmond et les aveux de Marguerite, que c'est Pierre qui a tué sa mère, qui avait passé le même marché que Manon : Gaudissard a déjà eu Rose, mais jeune, elle a oublié. De son côté, Valentine veut pousser Angèle à avorter en demandant à Camélia, toujours dépendante, de mentir sur Brise-Caboche. C'est finalement Manon qui la fait douter, devant les propos sur le fait d'être mère et prostituée. Dans la soirée, alors que Véra et Hortense restent loin du bordel, Rose, aidée par Marguerite, blesse Pierre et le force à lui céder le Paradis. Quand le marché est conclu, elle tente de le tuer sans y parvenir. Elle fait une annonce officielle et fait sortir tous les clients aux déviances sexuelles affichées. Hortense et Véra sont stupéfaites mais Rose leur offre une association et envisage de réorganiser en profondeur la gestion. La nuit s'achève alors que les filles attendent qu'Angèle se fasse avorter et que Hortense, Véra, Rose et Marguerite aillent dissimuler le corps de Pierre en forêt, après que Hortense l'a tué.               |   |           |                                              |                                                                                           |                    |